# Pietro Campano
Pour les articles homonymes, voir Campano.
Pietro Campano, (né en Campanie, Italie, et mort peu après le 10 octobre  1217 à Mont-Cassin) est un cardinal italien du XIIIe siècle. Il est membre de l'ordre de bénédictins du Mont-Cassin.

## Biographie
Pietro Campano est abbé de l'abbaye du Mont-Cassin. Le pape Innocent III le crée cardinal lors du consistoire de 1216. Le cardinal Campano participe à l'élection d'Honorius III en 1216.